# ルドルフ・シェーファー
ルドルフ・シェーファー（独: Rudolf Schäfer、1952年テューリンゲン州ヘレンホフ生まれ）は、ドイツの写真家および大学教員（Hochschullehrer）。

## 経歴
ヘレンドルフに1952年に生まれ、1973年からはベルリンでフリーランスの写真家となった。1983年ライプツィヒ視覚・製本芸術大学を卒業。1973年から1984年まで雑誌ダス・マガツィーンでヌード写真を掲載し、それらの写真で有名になった。1986年から1989年までは東ドイツ芸術アカデミーの特別学生として、ルートヴィヒ・エンゲルハルトとクラウス・ヴィットクーゲルのもとで学んだ。
ドイツ再統一時に、彼は同盟90の選挙対策委員長として、東ドイツの最初で最期の自由選挙に参加した。1997年、ハレ・ギービッヒェンシュタイン城・芸術・デザイン大学の教授になる。

## 出版物
- Zizi und Kiki und andere Sonntagsbilder, Hamburg, Kellner, 1993, ISBN 3-927623-36-9
- Der ewige Schlaf. Visages de morts, 4. Aufl., Hamburg, Kellner, 1995, ISBN 3-927623-02-4
- Kein Engel. Fotografien 1996 bis 2005, Ausstellungskatalog, Halle 2005